# Pyralidae
I Piralidi (Pyralidae Latreille, 1802) sono una famiglia di Lepidotteri (un tempo inclusa nei cosiddetti microlepidotteri). Comprende circa 6 200 specie, diffuse soprattutto nelle regioni tropicali. Secondo alcuni autori ne farebbero parte anche le sottofamiglie attualmente incluse nella famiglia Crambidae.

## Descrizione
Gli adulti delle Piralidi si distinguono da quelli delle Crambidi (con le quali formano la superfamiglia Pyraloidea) soprattutto per la differente struttura degli organi timpanici; altre differenze riguardano il sistema delle nervature alari e l'apparato copulatore maschile. Nei bruchi manca un anello sclerificato che invece è presente nell'ottavo segmento addominale delle Crambidi.

## Tassonomia
La famiglia Pyralidae è suddivisa in 5 sottofamiglie.
- Galleriinae: comprendono circa 300 specie mondiali. Le larve di alcune specie, come Corcyra cephalonica (piralide del riso) si nutrono di prodotti vegetali secchi, mentre quelle di altre specie vivono in nidi di imenotteri sociali nutrendosi di favi e detriti animali (ad esempio Galleria mellonella, la piralide della cera, e Achroia grisella). I bruchi di Tirathaba parasiticus si nutrono di larve di Epialidi, quelli di Tirathaba rufivena delle infiorescenze della palma da cocco, causando danni nelle regioni dell'Asia sudorientale e nelle isole del Pacifico.
- Chrysauginae: comprendono circa 400 specie mondiali, diffuse soprattutto nella regione neotropicale (America centrale e meridionale). Le larve scavano gallerie nei semi, nei frutti, nel fusto o nelle radici, oppure arrotolano e uniscono tra loro le foglie. Alcune sono mirmecofile. Gli adulti dei generi Cryptoses, Bradypodicola e Bradypophila vivono nel pelo del bradipo e le loro larve si sviluppano nel suo sterco. I bruchi di altre specie si alimentano di nidi di vespe o delle spine dei bruchi di Automeris spp. (Saturniidae).
- Pyralinae: comprendono più di 900 specie mondiali, la maggior parte è diffusa in Asia e in Africa. La piralide della farina (Pyralis farinalis) è una specie cosmopolita che distrugge le derrate alimentari conservate nelle abitazioni e nei magazzini, come cereali, farina e pasta. Anche alcune specie del genere Aglossa sono dannose ai prodotti immagazzinati. Altre specie si nutrono di foglie, Pyralis manihotalis è stata allevata con sterco di pipistrello.
- Epipaschiinae: comprendono oltre 550 specie delle regioni tropicali e temperate. Una sola specie in Europa e in Italia: Lepidogma tamaricalis, la cui larva vive sulle tamerici. Le larve scavano mine nelle foglie, le arrotolano o le uniscono tra loro. Alcune specie sono parassiti minori del mogano, dell'avocado e del mais.
- Phycitinae: è la sottofamiglia più numerosa delle Pyraloidea, con più di 600 generi e circa 4 000 specie, presenti in tutto il mondo. Sono anche il gruppo più difficile da studiare, il loro riconoscimento risulta spesso difficile, a causa del numero elevato delle specie e della notevole somiglianza tra una specie e l'altra. Le larve vivono in genere in tubi sericei, da cui si allontanano solo la notte per nutrirsi. La maggior parte di loro arrotola le foglie, ma alcune sono inquilini di galle o si nutrono di semi. Diverse specie sono dannose all'agricoltura e alle foreste. Altre sono predatori di Coccidi o di bruchi e crisalidi di Lymantriinae e Notodontidae. Molte sono specie cosmopolite legate ad habitat umani, come case e magazzini alimentari, dove si nutrono di derrate di ogni genere, farina ma anche cioccolato, frutta secca, tabacco e persino carta e polivinile degli imballaggi: è il caso di Ephestia kuehniella o tignola grigia della farina, Ephestia elutella e altre specie dello stesso genere, Plodia interpunctella o tignola fasciata del grano.

## Alcune specie

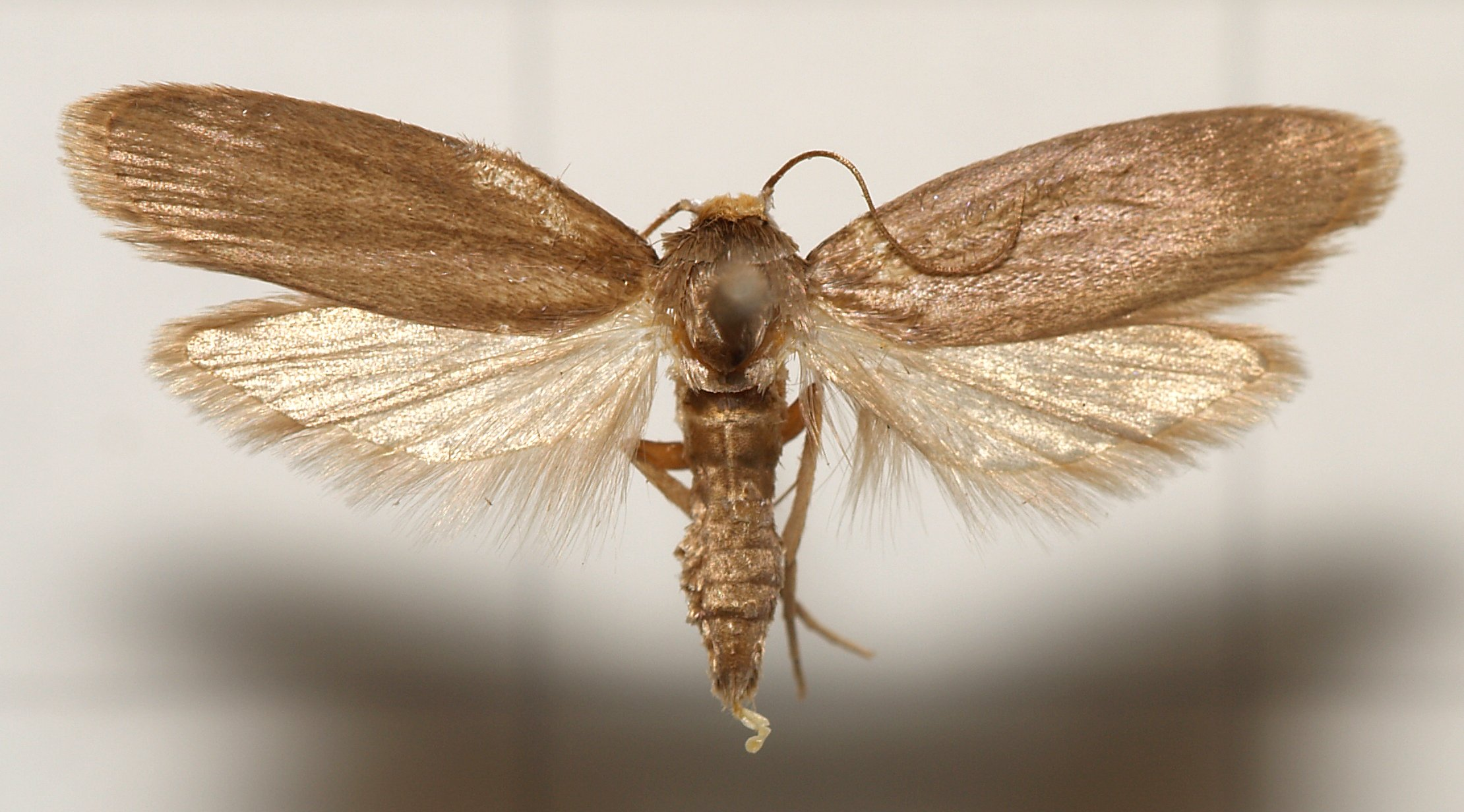
Achroia grisella (Galleriinae)
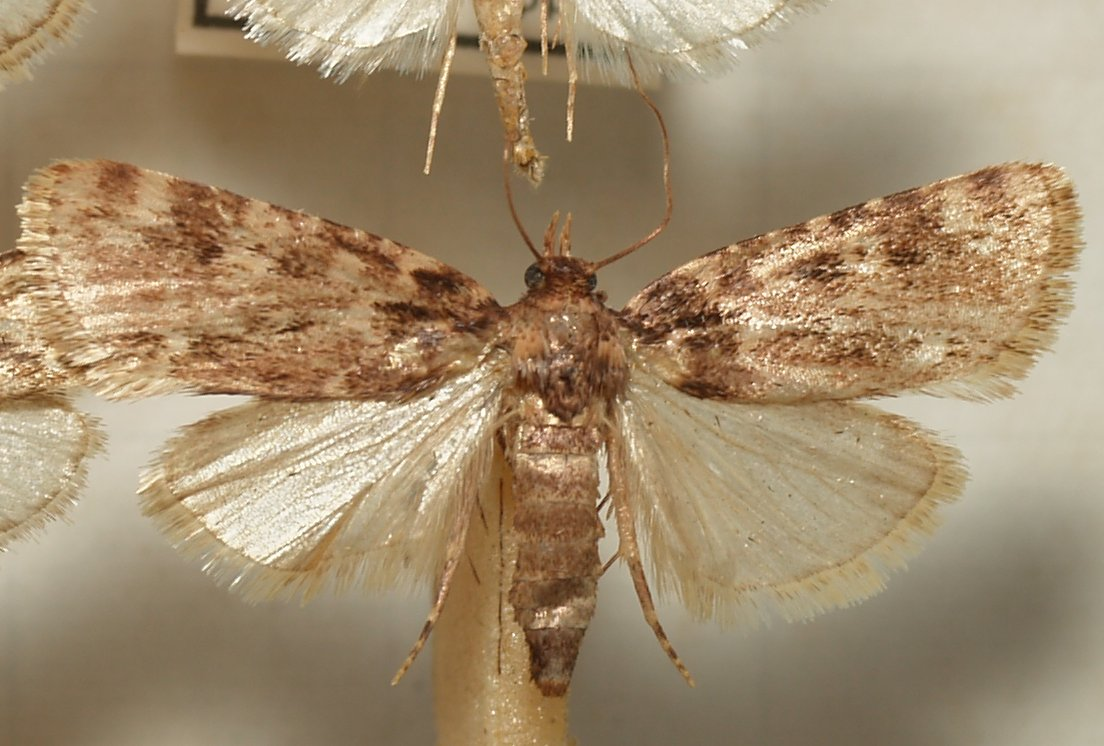
Aglossa cuprealis (Pyralinae)
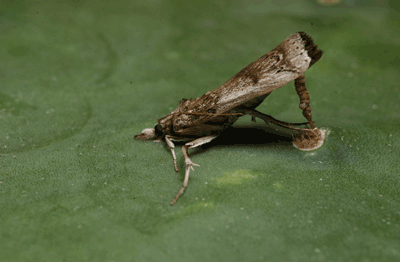
Cactoblastis cactorum (Phycitinae)
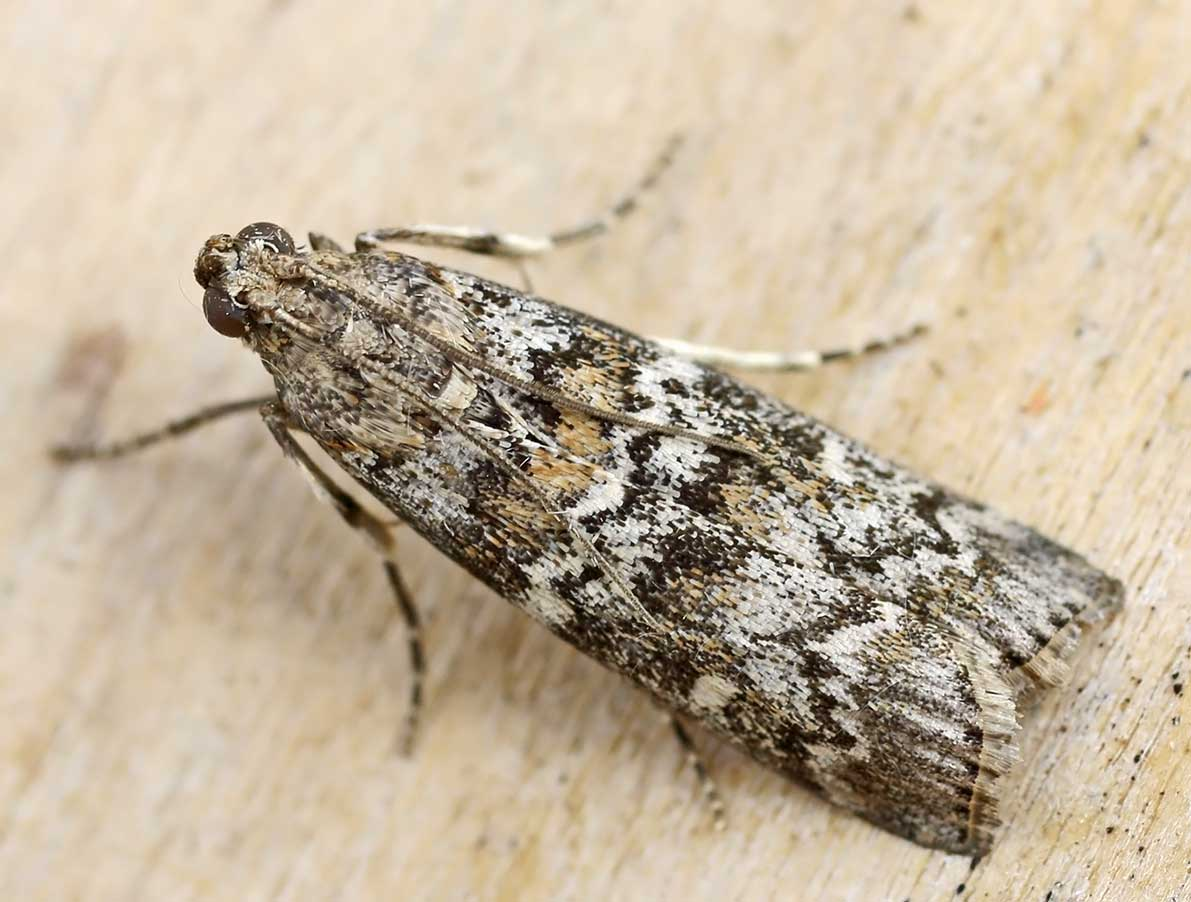
Dioryctria abietella (Phycitinae)
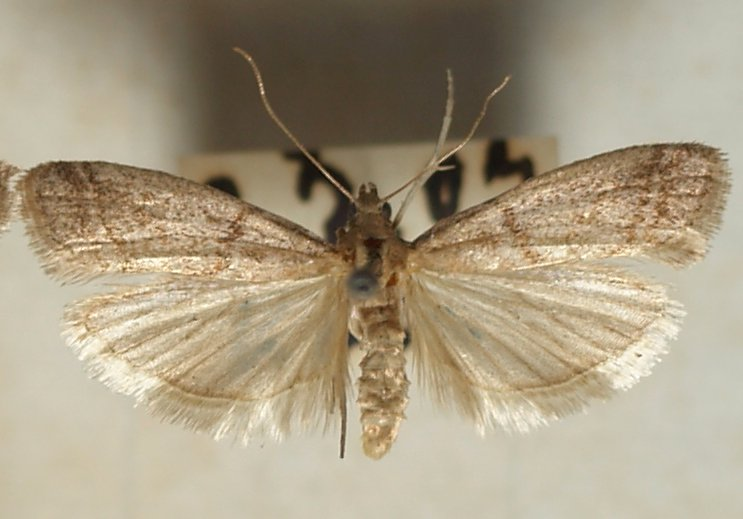
Ephestia elutella (Phycitinae)
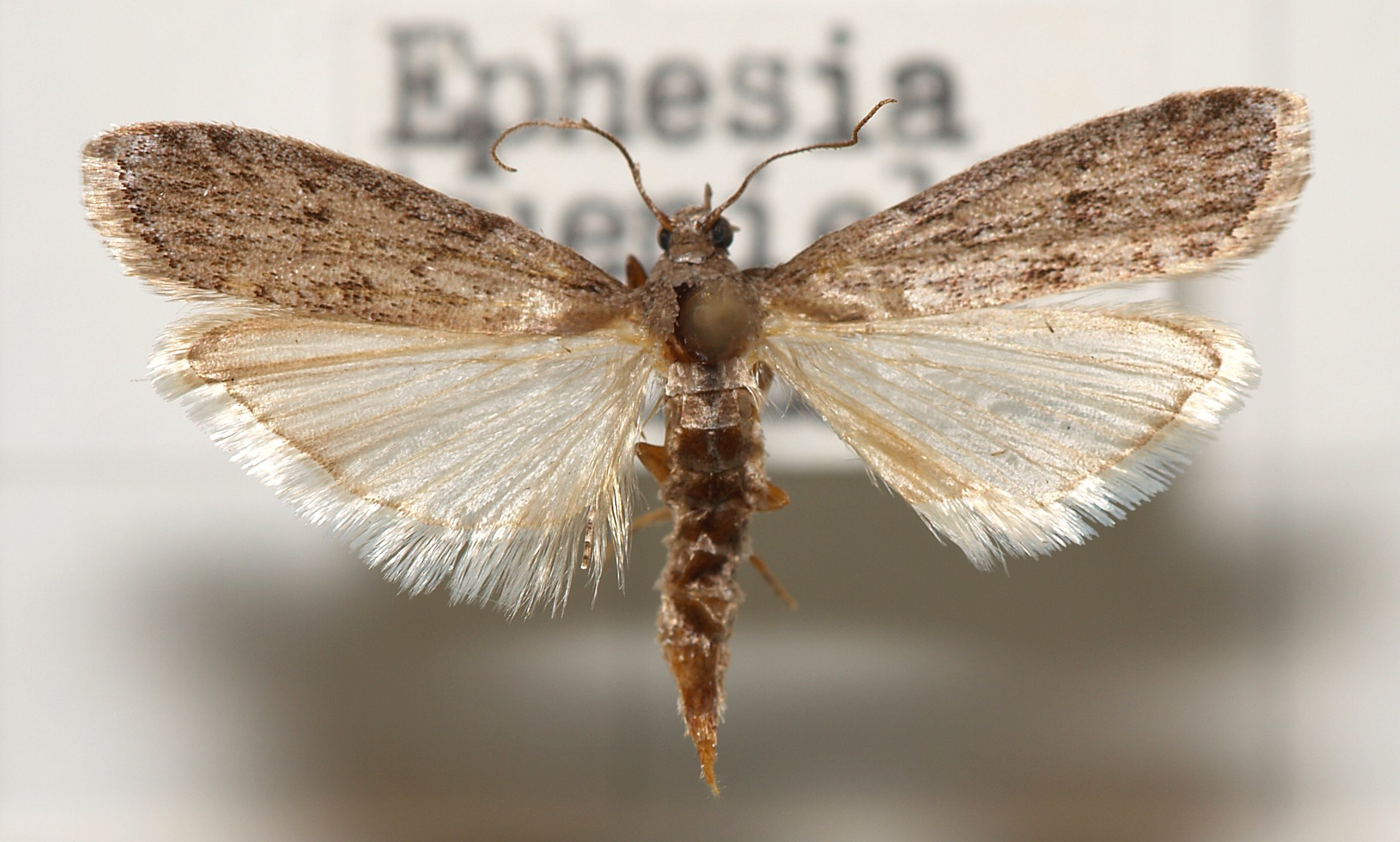
Ephestia kuehniella (Phycitinae)
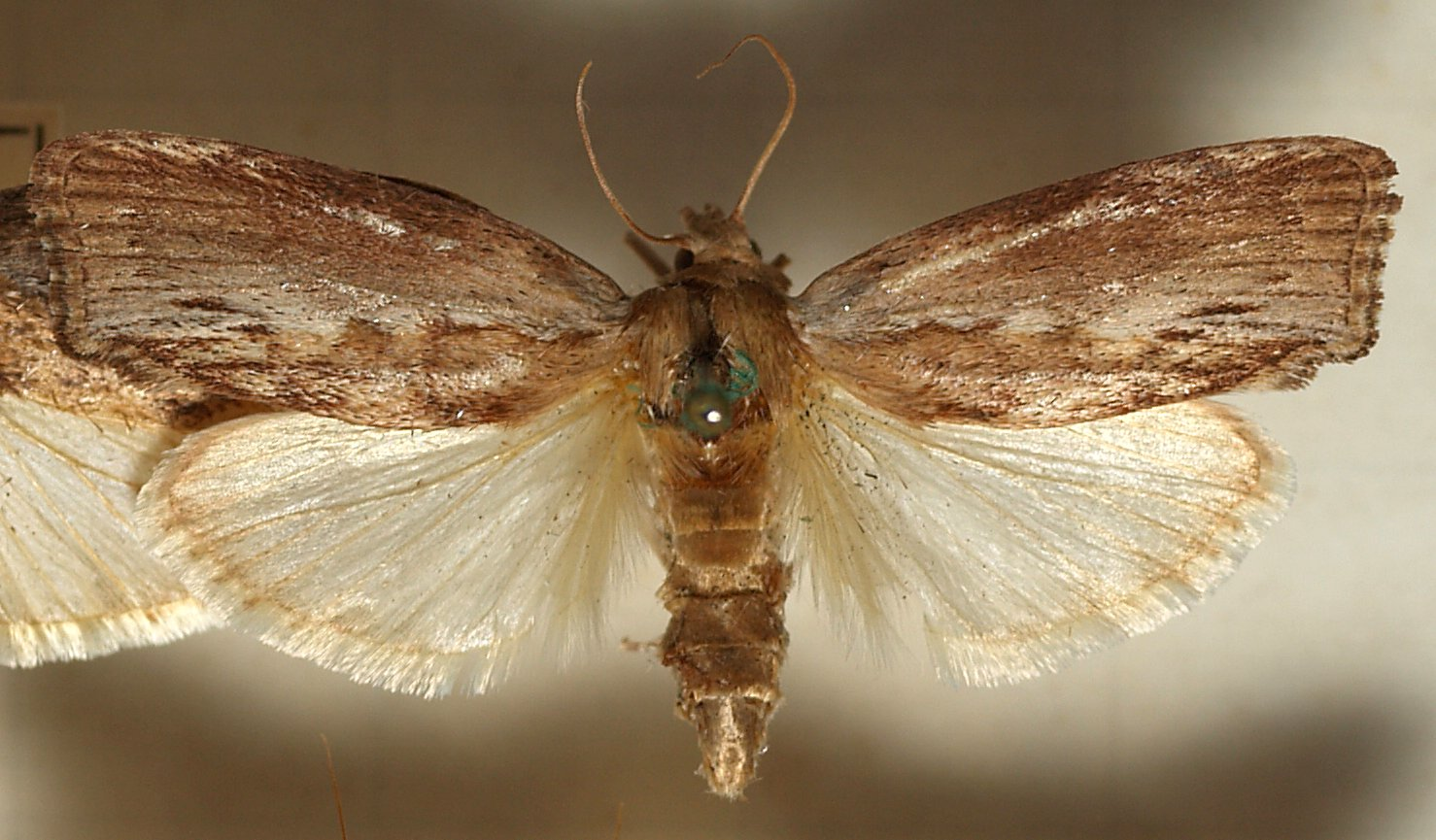
Galleria mellonella (Galleriinae)
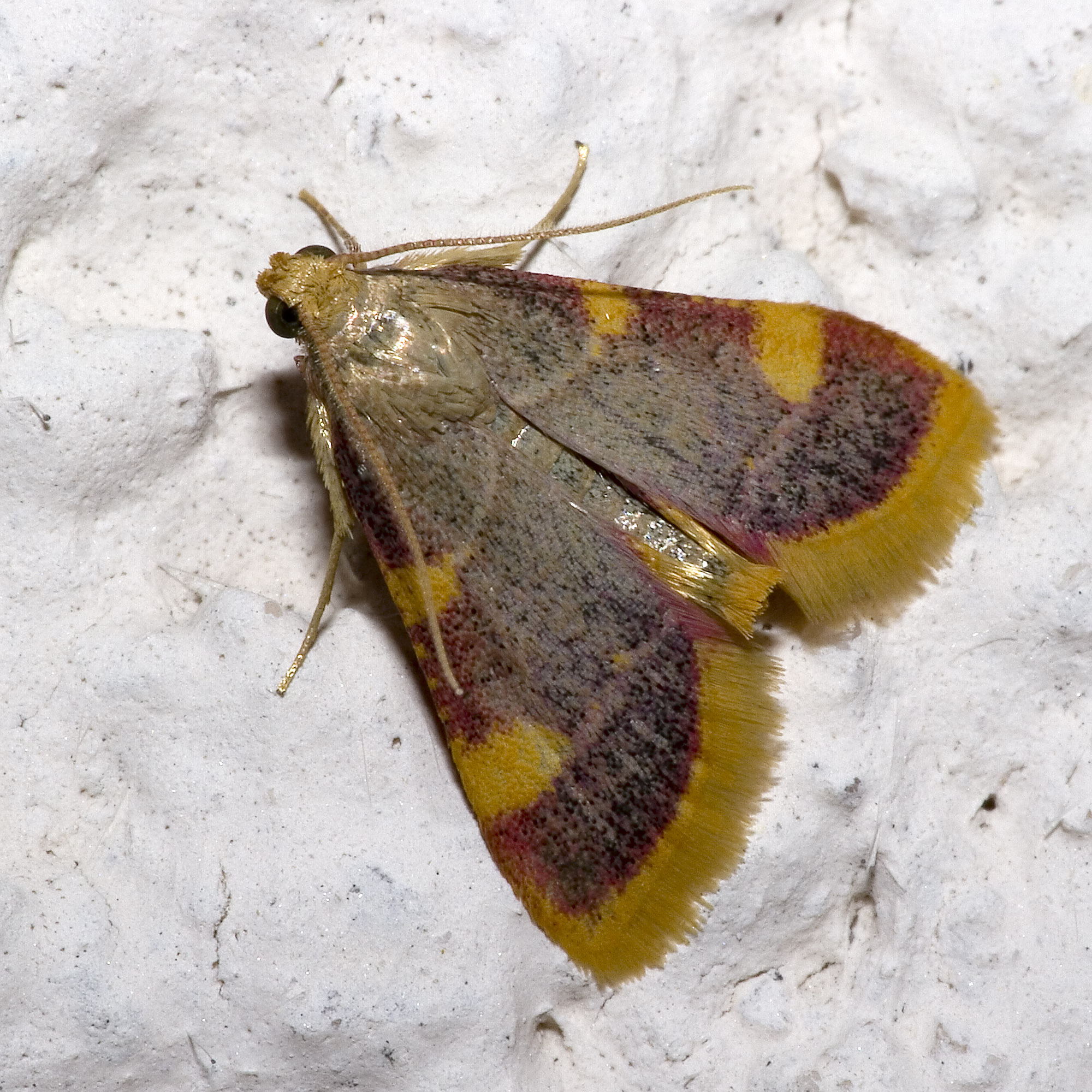
Hypsopygia costalis (Pyralinae)
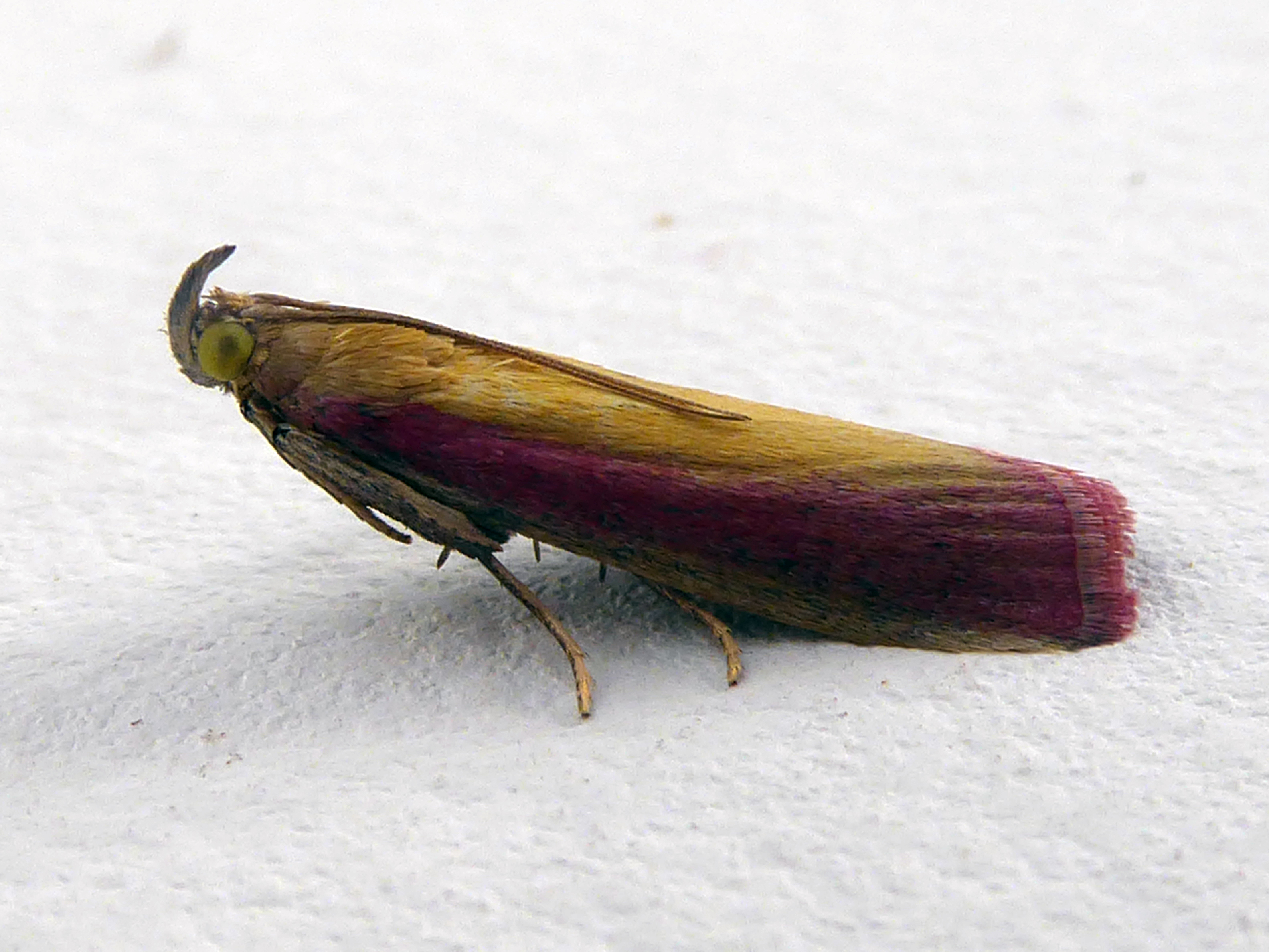
Oncocera semirubella (Phycitinae)
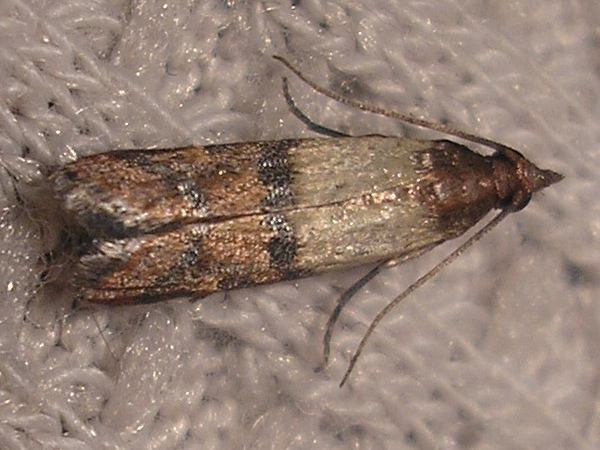
Plodia interpunctella (Phycitinae)
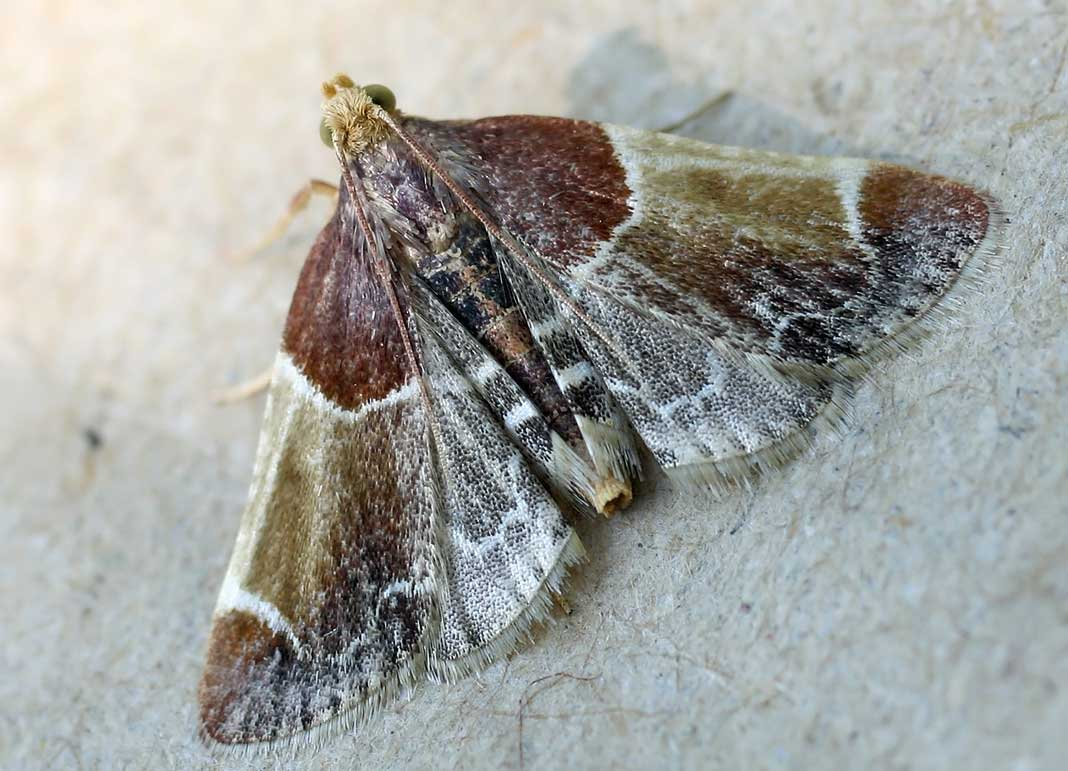
Pyralis farinalis (Pyralinae)
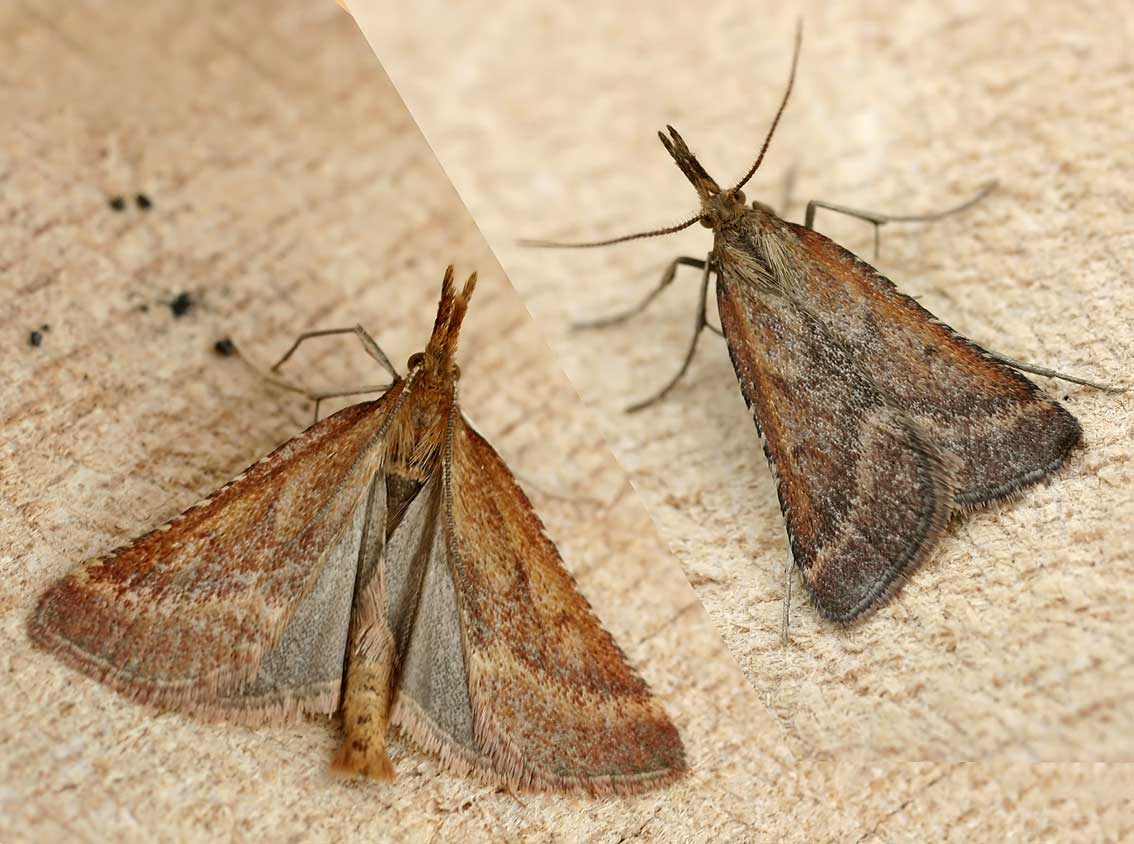
Synaphe punctalis (Pyralinae)
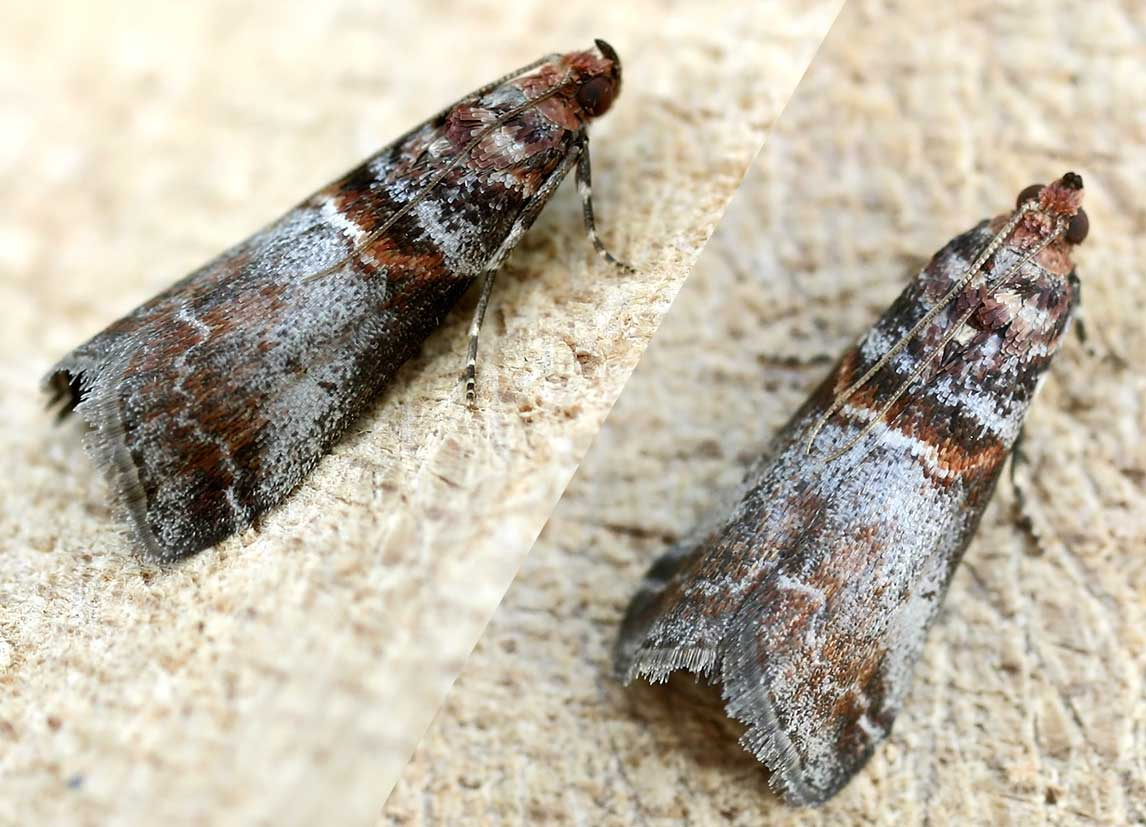
Trachycera advenella (Phycitinae)